# Стратегія острівних ланцюгів

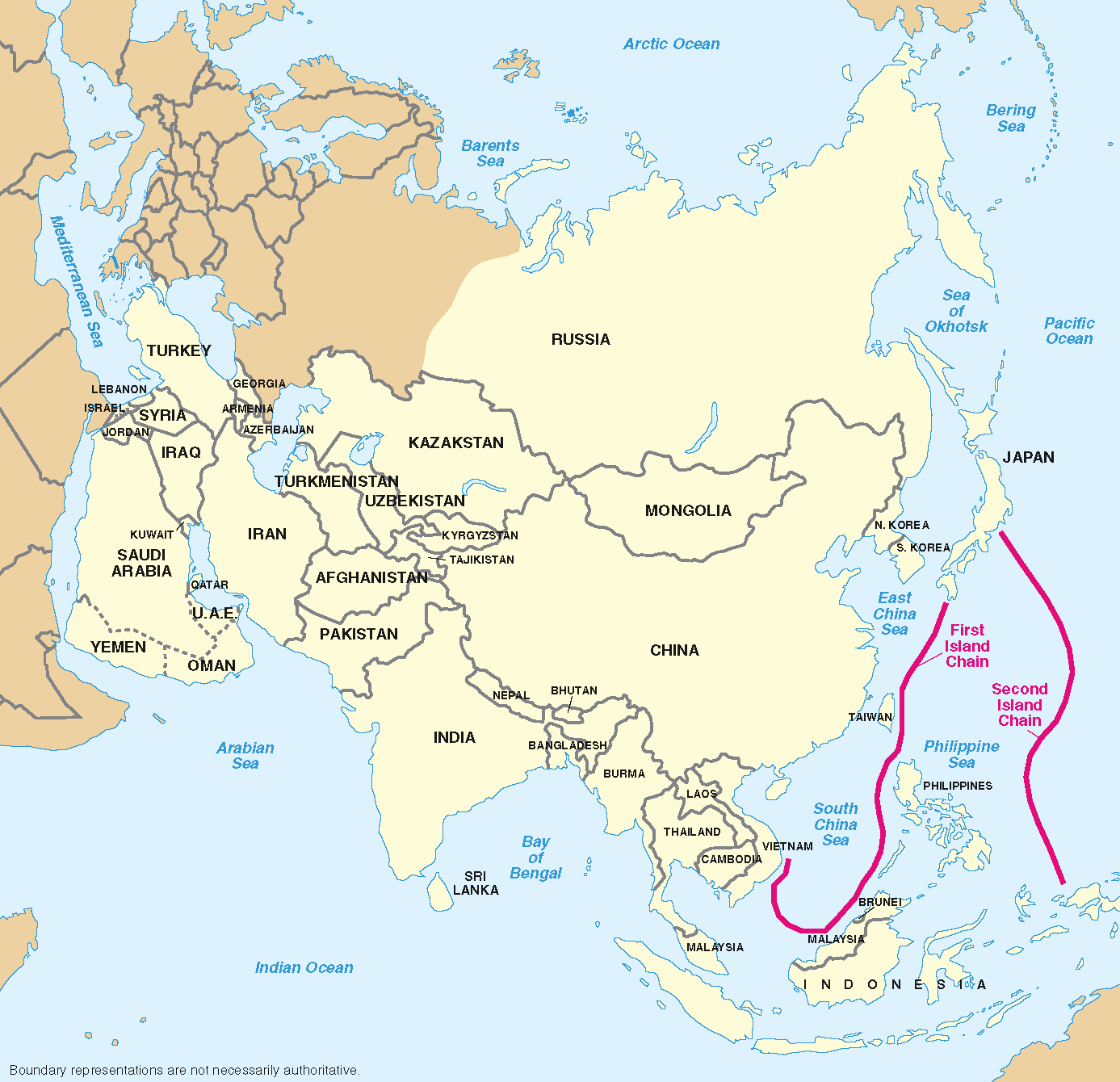
Перша і Друга ланцюги островів на острівних дугах Східної Азії.

Стратегія острівних ланцюгів (англ. «Island chain strategy») — представляє собою план морського стримування, що вперше був розроблений американським державним діячем Джоном Фостером Даллесом у 1951 році, під час перебігу Корейської війни. Його концепція полягала в тому, щоб створити морські бази в західній частині Тихого океану, які оточували б Радянський Союз і Китай, з метою заборони їм виходу в море та обмеження їхнього впливу.
Концепція «острівних ланцюгів» не отримала значної уваги в американській зовнішній політиці під час холодної війни, проте після розпаду Радянського Союзу вона залишилася однією з основних тем для геополітичних та військових аналітиків, як у Сполучених Штатах, так і в Китаї. Для Сполучених Штатів стратегія острівних ланцюгів є важливою складовою їхньої військової присутності на Далекому Сході. Для Китаю ця концепція є невід’ємною частиною його морської безпеки та побоювання стратегічного оточення збройними силами США. Для обох сторін стратегія «ланцюга островів» підкреслює географічну та стратегічну важливість Тайваню.

## Перший ланцюг островів
Перший ланцюг островів визначається як послідовність островів, що починається на Курильських островах, пролягає через Японський архіпелаг, острови Рюкю та Тайвань, а також охоплює північно-західну частину Філіппін, включаючи Лусон, Міндоро та Палаван. Він закінчується орієнтовно в напрямку острова Борнео. Цей ланцюг став історичним маршрутом для розповсюдження на острови Спратлі та вздовж південного узбережжя В'єтнаму до війни у В'єтнамі. Крім того, ланцюг служить морським кордоном між Східним Китайським морем та Філіппінським морем, а також Південним Китайським морем та морем Сулу.
Під час холодної війни виникла концепція першого острівного ланцюга, яка передбачала створення першої лінії оборони для стримування поширення впливу Радянського Союзу та його союзників у соціалістичних країнах Східної та Південно-Східної Азії. Ключовим і важливим компонентом цього першого ланцюга є Тайвань, який залишається його серцем. Оскільки цей ланцюг островів складається з численних суші, він також іноді називається «непотоплюваним авіаносцем», особливо з урахуванням ролі Тайваню в цій стратегії.

## Другий ланцюг островів
Існують дві можливі інтерпретації другого острівного ланцюга, але найпоширеніша відноситься до групи островів, яку складають японські Бонінські і Вулканські острови, а також Маріанські острови (особливо Гуам, яка є некорпорованою американською заморською територією з великою військовою базою), західні Каролінські острови (Яп і Палау) і простягається до західної частини Нової Гвінеї. Цей ланцюг служить східним морським кордоном Філіппінського моря.
Розташований у середній частині заходу Тихого океану, він також функціонує як друга стратегічна лінія оборони для Сполучених Штатів.

## Третій ланцюг островів
Третій ланцюг островів становить завершальну частину даної стратегії. Його початок розташований на Алеутських островах, і він простягається на південь через центр Тихого океану, охоплюючи область Океанії, через Гавайські острови, Американське Самоа і Фіджі, поки не досягає Нової Зеландії. Австралія виступає ключовим об'єктом, що знаходиться між другим і третім остіровним ланцюгами.

## Запропоновані четвертий та п’ятий ланцюги островів
Ініціатива морської прозорості в Азії (ІМПА), що представляє групу Центру стратегічних і міжнародних досліджень, доводить, що для повного розуміння китайської морської стратегії в Індо-Тихоокеанському регіоні важливо додати четвертий і п'ятий островні ланцюги. Хоча перші три ланцюги островів розташовані в Тихому океані, ці два нові ланцюги знаходяться в Індійському океані, що відображає збільшений інтерес Китаю до цього регіону.
Пропонований четвертий ланцюг островів включатиме такі місця, як Лакшадвіп, Мальдіви та Дієго-Гарсія, з метою перекриття маршрутів «Низькі перлини» в напрямку до Перської затоки, такі як порт Гвадар і Хамбантота. У той час як запропонований п'ятий ланцюг мав би починатися з Кемп-Лемоньє в Аденській затоці, проходити навколо Африканського Рогу та вздовж усього узбережжя Східної Африки через Мозамбікську протоку (між Мозамбіком і Мадагаскаром, включаючи Коморські острови) і завершуватися в Південній Африці, з метою оточення Китайської військово-морської бази в Доралі, Джибуті, і перешкоджання торгівлі Китаю з Африкою.

## Мета
Головною метою доктрини на початку був Радянський Союз; однак згодом додатковими цілями стали включення Китайської Народної Республіки, В'єтнаму, Росії та Північної Кореї. Після розпаду Радянського Союзу в 1991 році та економічного зростання Китаю на початку 21 століття, Китай став основною мішенню доктрини.

## Дивись також
- Бамбукова завіса
- Римленд
- Зовнішня політика США щодо Китайської Народної Республіки